# Edward MacCabe
Edward MacCabe (Dublino, 14 febbraio 1816 – Kingstown, 11 febbraio 1885) è stato un cardinale e arcivescovo cattolico irlandese.

## Biografia
Nacque a Dublino il 14 febbraio 1816.
Papa Leone XIII lo elevò al rango di cardinale nel concistoro del 27 marzo 1882.
Morì l'11 febbraio 1885 all'età di 68 anni.

## Genealogia episcopale e successione apostolica
La genealogia episcopale è:
- Cardinale Scipione Rebiba
- Cardinale Giulio Antonio Santori
- Cardinale Girolamo Bernerio, O.P.
- Arcivescovo Galeazzo Sanvitale
- Cardinale Ludovico Ludovisi
- Cardinale Luigi Caetani
- Cardinale Ulderico Carpegna
- Cardinale Paluzzo Paluzzi Altieri degli Albertoni
- Papa Benedetto XIII
- Papa Benedetto XIV
- Papa Clemente XIII
- Cardinale Giovanni Carlo Boschi
- Cardinale Bartolomeo Pacca
- Papa Gregorio XVI
- Cardinale Castruccio Castracane degli Antelminelli
- Cardinale Paul Cullen
- Cardinale Edward MacCabe

La successione apostolica è:
- Arcivescovo Thomas Raymond Hyland, O.P. (1882)
- Vescovo Nicolas Donnelly (1883)